# Haja Afsatu Kabba
Haja Afsatu Olayinka Ebishola Savage Kabba là một chính trị gia người Sierra Leone và cựu bộ trưởng Bộ Năng lượng và Quyền lực Sierra Leone. Bà từng là thành viên của Nghị viện Sierra Leone từ Khu đô thị khu vực phía Tây từ năm 2002 đến 2007.

## Đầu đời
Haja Afsatu Olayinka Ebishola Savage được sinh ra và lớn lên ở Freetown, Sierra Leone, mang quốc tịch Hồi giáo có cha mẹ là người dân thuộc cộng đồng Oku, và bà ấy là một người sùng đạo. Bà đã hoàn thành chương trình giáo dục tiểu học và trung học ở Freetown. Bà đã kết hôn với chồng mình là Kabba.

## Sự nghiệp chính trị
Vào ngày 14 tháng 5 năm 2002, cuộc tổng tuyển cử Sierra Leone, Haja Afsatu Kabba đã tranh cử vào quốc hội với tư cách là ứng cử viên của Đại hội Nhân dân Toàn cầu (APC) khi đó từ Khu Đô thị Khu vực phía Tây. Bà đã giành được một trong bốn ghế trong quốc hội cho Khu vực đô thị phía Tây, nhưng ứng cử viên tổng thống của đảng bà Ernest Bai Koroma chỉ giành được 19,4% phiếu bầu trong cuộc bầu cử tổng thống so với Tổng thống đương nhiệm Ahmad Tejan Kabbah của Đảng Nhân dân Sierra Leone (SLPP) 70%. Vào ngày 16 tháng 10 năm 2007, chủ tịch mới được bầu của Sierra Leone, Ernest Bai Koroma đã chỉ định Haja Afsatu Kabba làm bộ trưởng năng lượng và quyền lực của đất nước.